# Luise von Brandenburg-Schwedt

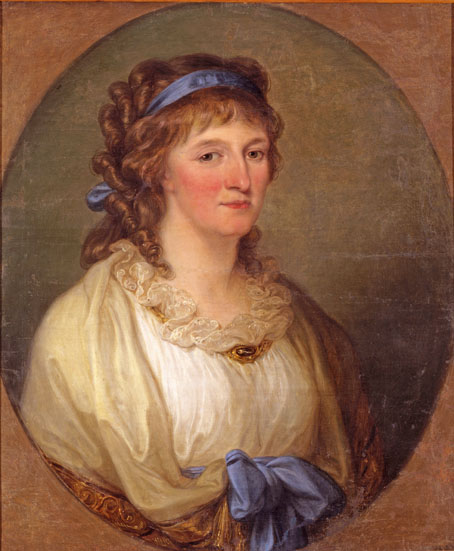
Luise Fürstin von Anhalt-Dessau (von Angelika Kauffmann, 1798)

Luise Henriette Wilhelmine von Brandenburg-Schwedt (* 24. September 1750 in Stolzenberg, heute Różanki (Kłodawa), Polen; † 21. Dezember 1811 in Dessau) war durch Heirat Fürstin und später Herzogin von Anhalt-Dessau.

## Leben

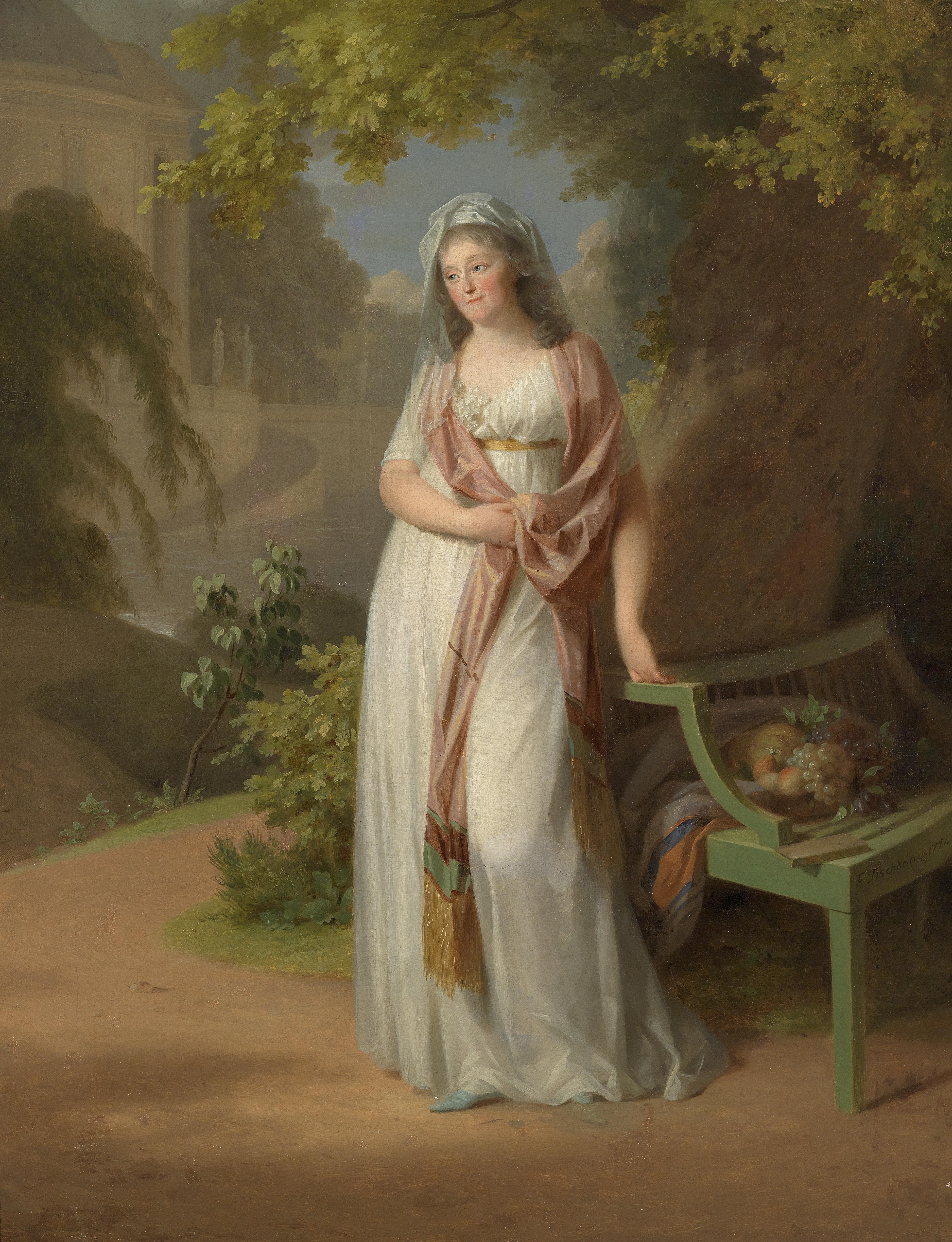
Luise (von Johann Friedrich August Tischbein), 1794

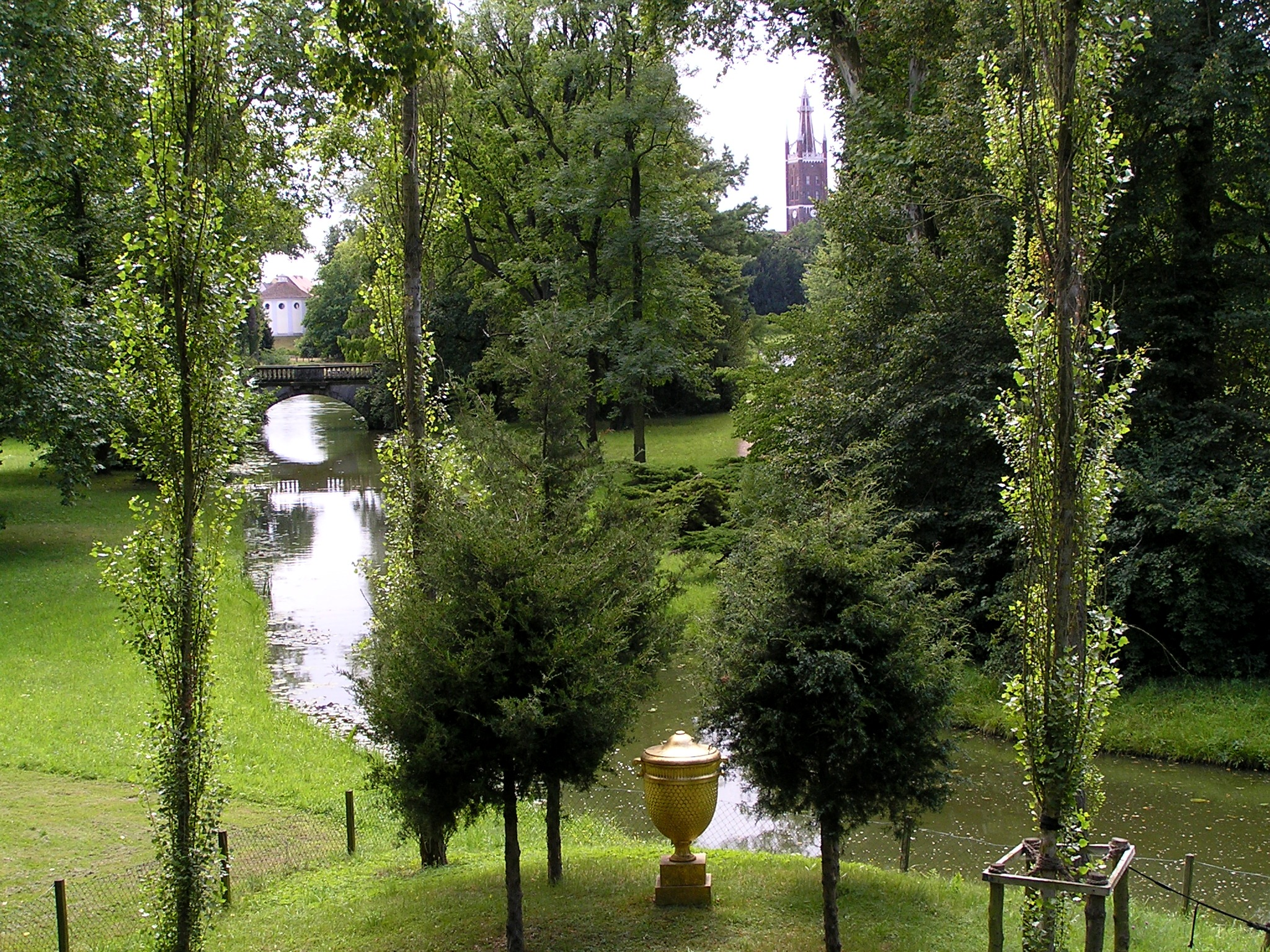
Die „Goldene Urne“ von 1768 im Wörlitzer Park

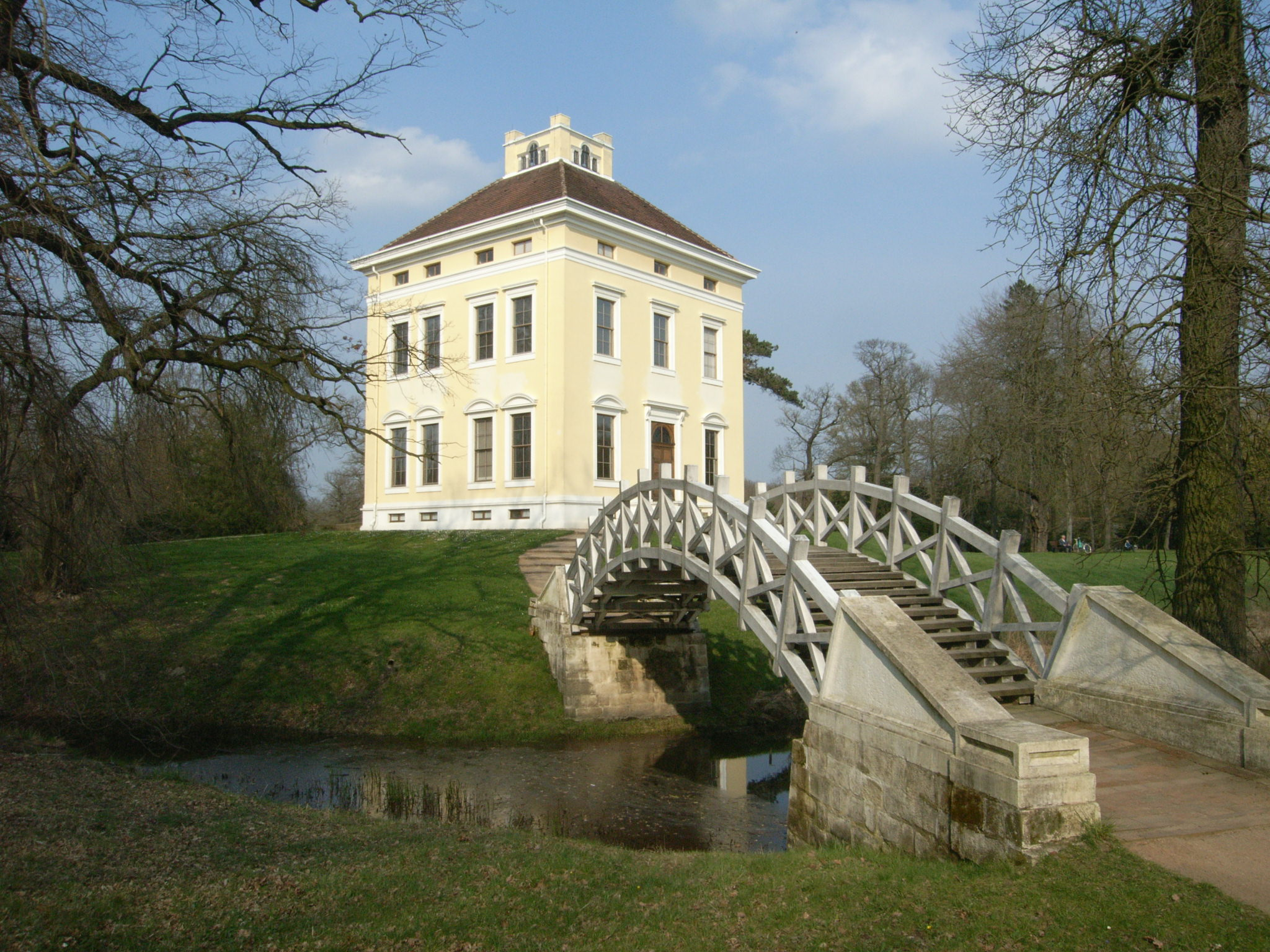
Schloss Luisium

Luise stammt als Tochter des Markgrafen Friedrich Heinrich von Brandenburg-Schwedt und dessen Frau Leopoldine (geb. Prinzessin von Anhalt-Dessau) aus der Linie Brandenburg-Schwedt des Hauses Hohenzollern. Seit ihrer Hochzeit mit ihrem Cousin Leopold III. von Anhalt-Dessau am 25. Juli 1767 im Schloss Charlottenburg war sie Fürstin, später Herzogin von Anhalt-Dessau.
Zur Erinnerung an die 1768 totgeborene erste Tochter ließ Fürst Leopold III. im Wörlitzer Park die „Goldene Urne“ aufstellen. 1769 wurde ihr Sohn Friedrich von Anhalt-Dessau geboren.
Luise war hochgebildet (ihre ältere Schwester Friederike Charlotte von Brandenburg-Schwedt war die Adressatin von Leonhard Eulers Briefen an eine deutsche Prinzessin) und belesen (ausweislich ihrer Tagebücher las sie bis zu 14 Bücher pro Monat), sie war künstlerisch begabt und mit bekannten Künstlern befreundet, unter ihnen Angelika Kauffmann, die auch Porträts von Luise anfertigte. Zu ihren Bediensteten gehörte auch der Schriftsteller Friedrich von Matthisson. Reisen führten sie nach England (1775), in die Schweiz (1802) und nach Italien.
Ihr Gemahl ließ zwischen 1774 und 1778 als Geschenk für seine Frau das Luisium nahe Dessau erbauen, zu dem ein englischer Landschaftsgarten gehört, der eine kleinere, intimere Version des von ihm ebenfalls angelegten Wörlitzer Parks darstellt. Neben dem Schloss Wörlitz und dem Luisium wurde vor allem das Graue Haus im Wörlitzer Park von 1790 bis 1811 zum Dauerwohnsitz der Herzogin; sie nannte es Graues Kloster; heute beherbergt es eine Ausstellung zu ihrem Leben. Im Luisium blieb die Dekoration aus der Zeit Luises erhalten, das Mobiliar wurde nach 1990 teilweise rekonstruiert. Aus ihrer Bibliothek sind ca. 600 Bände erhalten.

### Kinder
Aus der Ehe mit Leopold III. Friedrich Franz von Anhalt-Dessau stammten:
- eine Tochter (*/† 11. Februar 1768)
- Friedrich Prinz von Anhalt-Dessau (* 27. Dezember 1769; † 27. Mai 1814), der vor seinem Vater starb; Nachfolger wurde daher dessen ältester Sohn Leopold IV. Friedrich (1794–1871).